# Dominik Praßlsberger
Dominik Praßlsberger (* 17. November 1793; † 22. Mai 1871 in Passau) war ein bayerischer Kommunalpolitiker.

## Werdegang
Praßlsberger wurde 1793 als Sohn des Gerichtsdieners Josef Praßlsberger und seiner Frau Katharina Prinner in der Hofmark Aldersbach geboren. Ab 1814 studierte er an der Ludwig-Maximilians-Universität zu München Philosophie. Am 6. September 1831 heiratete er die Witwe des Passauer Gymnasialprofessors Wilhelm Toprano Ludovika und hatte mit ihr zwei Söhne: Albert (* 1832) und Gottfried (* 1835). Von 1850 bis 1867 war er rechtskundiger Bürgermeister von Passau. In seiner Amtszeit war vor allem die Eröffnung der Bahnstrecke Wels–Passau und damit verbunden der Bau des Passauer Hauptbahnhofes von Bedeutung sowie die Einführung der Gasversorgung, der Abbruch der Befestigungsanlagen und der Ausbau des Innkais und des Donaugeländes.
Am 22. Mai 1871 starb er in Passau an „Altersschwäche“ und wurde zwei Tage später dort begraben.